# Gurmatkal
Gurmatkal (o Gurmitkal, Gurmatkol) è una suddivisione dell'India, classificata come town panchayat, di 16.927 abitanti, situata nel distretto di Gulbarga, nello stato federato del Karnataka. In base al numero di abitanti la città rientra nella classe IV (da 10.000 a 19.999 persone).

## Geografia fisica
La città è situata a 16° 52' 0 N e 77° 24' 0 E e ha un'altitudine di 607 m s.l.m..

## Società

### Evoluzione demografica
Al censimento del 2001 la popolazione di Gurmatkal assommava a 16.927 persone, delle quali 8.415 maschi e 8.512 femmine. I bambini di età inferiore o uguale ai sei anni assommavano a 2.560, dei quali 1.233 maschi e 1.327 femmine. Infine, coloro che erano in grado di saper almeno leggere e scrivere erano 8.428, dei quali 5.022 maschi e 3.406 femmine.